# Huperzia tibetica
Huperzia tibetica là một loài thực vật có mạch trong Họ Thạch tùng. Loài này được (Ching) Ching mô tả khoa học đầu tiên năm 1983.